# Kasai (Hyōgo)
Kasai (jap. 加西市 -shi) ist eine Stadt in der Präfektur Hyōgo in Japan.

## Geschichte
Die Stadt Kasai wurde am 1. April 1967 aus den ehemaligen Gemeinden Kasai, Hojo und Izumi gebildet.

## Sehenswürdigkeiten
In Kasai befindet sich der buddhistische Tempel Ichijō-ji des Saigoku-Pilgerweges und der Sagami-ji des Neuen Saigoku-Pilgerwegs.

## Verkehr
- Straße
  - Chūgoku-Autobahn
  - Sanyō-Autobahn
  - Nationalstraße 372
- Zug
  - Hojo-Eisenbahn

## Angrenzende Städte und Gemeinden
- Ono (Hyōgo)
- Nishiwaki
- Katō (Hyōgo)
- Kakogawa
- Himeji